# José da Cunha Taborda
José da Cunha Taborda (28 de Abril de 1766 - 4 de Junho de 1836) foi um pintor neoclássico português que, ao elaborar alguns trabalhos para a corte, viu reconhecida a qualidade da sua obra ao ser nomeado "pintor do rei", tendo exercido grande parte da sua actividade artística no Paço Real da Ajuda.
Frequentou a Aula Régia de Desenho e Figura, sob a orientação de Joaquim da Rocha e de José da Costa e Silva, após a qual, em 1788, se deslocou a Roma sob o patrocínio de Pina Manique e D. João de Almeida e Castro, onde foi ensinado por Antonio Cavallucci. Regressa a Lisboa em 1797, onde inicia a sua carreira de pintor de corte.